# Venice Simplon-Orient-Express
Venice Simplon-Orient-Express (VSOE) är ett lyxtåg som trafikerar sträckan Paris–Venedig och andra europeiska städer, samt Istanbul en gång om året. Det grundades av den amerikanske entreprenören James Sherwood och ägs av Belmond Ltd.
VSOE:s tågtrafik ska inte förväxlas med det regelbundet schemalagda tåget kallat Orientexpressen, som gick varje natt mellan Paris, Bukarest och Istanbul – under de senaste verksamhetsåren nedkortat till Strasbourg och Wien – fram till den 11 december 2009. Under de sista åren var det normalt ett normalt nattåg vilket härstammade från den ursprungliga Orientexpressen med dagliga avgångar från Paris till Wien och vidare via Balkan till Istanbul. VSOE-tåget riktar sig till turister som vill uppleva en lyxig tågresa. Priserna på Venice Simplon-Orient-Express är höga eftersom tåget inte är avsett som en ordinär tågtrafik, utan som ett fritidsevenemang med femstjärniga middagar.
Tåget etablerades 1982. James Sherwood hade 1977 köpt två originalvagnar på en auktion när Compagnie Internationale des Wagons-Lits lade ned Orientexpressen och överlät trafiken vidare till de nationella järnvägarna i Frankrike, Tyskland och Österrike.
Under de följande åren spenderade Sherwood totalt 16 miljoner USD på att köpa 35 CIWL sov-, restaurang- och engelska Pullman-vagnar. Den 25 maj 1982 gjordes den första resan från London till Venedig.
VSOE har separata restaurangvagnar för användning i Storbritannien och det europeiska fastlandet, men alla av samma årgång (mest från 1920- och 1930-talen). Passagerare har fram till och med 2023 transporterats med buss genom Eurotunnel under den Engelska kanalen. I Storbritannien har man använt Pullman-vagnar och i övriga Europa har man använt sov- och restaurangvagnar från det tidigare Compagnie Internationale des Wagons-Lits. År 2023 var den sista säsongen då passagerare med VSOE kunnat resa från London Victoria till Folkestone av brittiska Pullman och från Calais med kontinentaltåget vidare till Venedig. Bolaget ansåg gränskontrollerna tidsmässigt opålitliga och från 2024 beslöts VSOE att utgå från Paris Gare de l'Est till Venedig, med förbindelser med Eurostar till och från London St Pancras.
VSOE:s sovvagnar har tre nivåer av kupéer: Grand Suites, Suites och Historic Cabins.

## Destinationer
VSOE kör tågen mellan mars och november. Den klassiska sträckan London – Paris – Milano – Venedig (och retur) via Simplon-tunneln ändrades 1984 för att trafikera Zürich, Innsbruck och Verona genom Brennerpasset. I slutet av 2010-talet introducerades en asymmetrisk rutt via Genève istället för Zürich, och den klassiska Simplon-sträckan österut, men ibland också genom Gotthardpasset. Denna sträckan körs en eller två gånger i veckan, beroende på trafik på alternativa sträckor. Två eller tre gånger om året trafikeras Prag, Wien och Budapest – särskilt i månadsskiftet augusti/september – går tåget till Istanbul via Budapest, Sinaia och Bukarest - i de tre sista städerna ordnas sightseeingturer (och i de två huvudstäderna en övernattning på hotell).

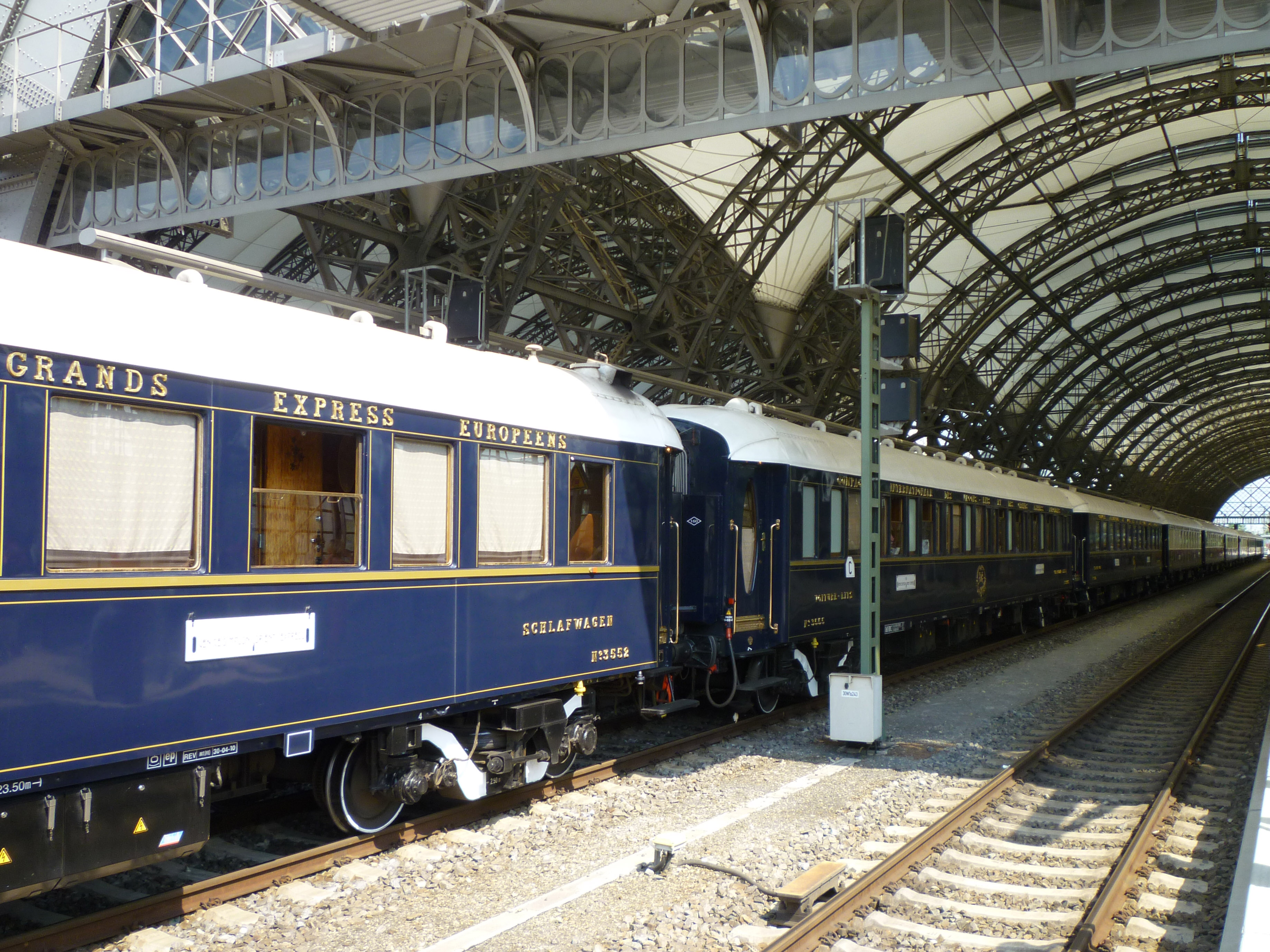
Venice Simplon-Orient-Express på Dresden station

Även om de flesta specialdestinationerna är tillgängliga nästan varje år, har tåget till Istanbul ibland ställts in på grund av politiska eller hälsoproblem. Vissa säsonger har även inkluderat unika resmål i Schweiz (Lucerne), Tyskland (Köln, Berlin, Dresden), Slovakien (Banská Bystrica och Höga Tatras), Polen (Warszawa, Malbork, Krakow), Danmark (Köpenhamn), Sverige (Stockholm) som mål. Sådana speciella destinationer erbjuds för närvarande till Cannes, Rom, Florens, Bryssel och Amsterdam. Många av dessa destinationer – tillsammans med Prag, Wien och Budapest brukade ha olika start- och slutstationer, antingen med början i Venedig och slutar i Paris/London eller vice versa (som Istanbul), men från och med 2022 har tågen trafikerat antingen Paris (Prag, Wien, Budapest, Istanbul) eller Venedig (Amsterdam, Bryssel) i båda riktningarna.

## Tågen
VSOE:s tågsätt som går i alla nämnda länder utom Storbritannien består av 18 vagnar, varav 12 är sovvagnar, tre restaurangvagnar, en barvagn och två tidigare littera Ytb sovvagnar för boende till personalen och förvaringsrum för bagage och förnödenheter. De tio Lx-sovvagnarna har nio dubbelkupéer, medan de två S1-sovvagnarna tidigare rymde 17 passagerare i fyra dubbel- och nio enkelkupéer. Som en högsta klass erbjöds ¨Cabin Suites¨ fram till 2020, med två sammankopplade kupér, en för att sova och en för att sitta i. I mars 2018 introducerades Grand Suite-klassen med ombyggnaden av S1-sovvagnen nr 3425. Grand Suites (som bär namnen Paris, Istanbul och Venedig) inkluderar antingen en dubbelsäng eller två enkelsängar och en salong med soffa (som kan konverteras till en tredje säng), samt eget badrum. Ytterligare tre Grand Suites (Prag, Budapest och Wien) i den andra S1-sovvagnen nr 3309 var avsedda att introduceras till tågsättet i mars 2020, men sköts upp till 2021 på grund av pandemin. I juni 2023 introducerades svitklassen med en liknande layout, dock med konverterbara sängar (dubbel- och tvåbäddssängar) på grund av avsaknaden av en salong. Designen är relaterad till Grand Suites, med projektnamnen som återspeglar kända landmärken runt tågets linje: ¨La Forêt¨ (Skogen, inspirerad av Schwarzwald), ¨La Campagne¨ (Landsbygden, med en reminiscens till vingårdar i Frankrike och norra Italien). ), ¨Les Montagnes¨ (Bergen, särskilt Arlberg), och ¨Les Lacs¨ (Sjöarna, bland dem Zugsjön och Comosjön). Fyra sådana kupéer - en design av varje per vagn – installerades i Lx-vagnarna 3552 och 3555 och två år senare även 3539.  De återstående konventionella vagnarna med kvarvarande originalkupéer marknadsförs som “Historic Cabins”. År 2024 byggdes Lx 3553 om som privatvagn L'Observatoire, innehållande ett sovrum för två, en lounge, ett bibliotek, en tekammare och ett badrum med badkar. Inredningen gjordes av den franske konstnären JR. Vagnen ställdes ut i april 2024 på Venedigbiennalen för att ge ett första intryck och invigdes i oktober 2024, men de första allmänna åkerna med passagerare erbjuds först sedan 2025.
Ursprungligen på 1980-talet reviderades Lx-sovvagnarna av CIWL-verkstäderna i Oostende, medan resten gjordes vid Hansa Waggonbau i Bremen. År 2016 reviderade ACC 18 vagnar från 1920- och 1930-talen för VSOE vid verkstäderna på rue du Pré-la-Reine. Revisionen gjordes med vissa tekniska modifieringar, för att matcha dagens krav på säkerhet och komfort, till exempel försågs restaurangvagnarna med moderna kök och luftkonditionering, vilket även introducerades 2017 i sovvagnarna. I mitten av 2000-talet byttes de ursprungliga boggierna till helt nya för att tillåta högre hastigheter upptill 160 km/h.
Tågsättet har ingen dedikerad drivkraft, varför dragkraft tillhandahålls i de flesta länder av respektive statliga järnvägsbolag – förutom i Belgien och Nederländerna, där det körs av den privata godsoperatören Lineas – med konventionella el- och diesellok avsedda för express- och Intercitytåg. Den enda kända ångloksdragkraften ägde rum 2017 i Ungern av ett MÁV Class 424 lok. I Sverige har de gått med normala Rc-lok.
Under 2022-2023 på grund av en försenad inspektionen av personalvagnarna tillkom en Trenitalia liggvagn som ersättning, men bara på den klassiska linjen Calais - Venedig och till Amsterdam.

### Vagnar
| Littera | CIWL nummer | Tillverkare           | Tillverkningsår | Ombyggnadsår | Antal platser | Status                                                        | Ref          |
| ------- | ----------- | --------------------- | --------------- | ------------ | ------------- | ------------------------------------------------------------- | ------------ |
| S1      | 3309        | Nivelles              | 1927            | 2019-2020    | 6             | Används på Venedig Simplon-Orient Express                     | [ 8 ]        |
| S1      | 3425        | Birmingham Railway    | 1929            | 2017-2018    | 6             | Används på Venedig Simplon-Orient Express                     | [ 9 ] [ 10 ] |
| Lx      | 3473        | Metropolitan Carriage | 1929            | -            | 18            | Används på Venedig Simplon-Orient Express                     | [ 11 ]       |
| Lx      | 3482        | Metropolitan Carriage | 1929            | [ 11 ]       | 18            | Används på Venedig Simplon-Orient Express                     | -            |
| Lx      | 3483        | Metropolitan Carriage | 1929            | [ 11 ]       | 18            | Används på Venedig Simplon-Orient Express                     | -            |
| Lx      | 3525        | EIC                   | 1929            | -            | 18            | Används på Venedig Simplon-Orient Express                     | [ 11 ]       |
| Lx      | 3539        | EIC                   | 1929            | 2023-2024    | 8             | Används på Venedig Simplon-Orient Express                     | [ 11 ]       |
| Lx      | 3543        | EIC                   | 1929            | -            | 18            | Används på Venedig Simplon-Orient Express                     | [ 11 ]       |
| Lx      | 3544        | EIC                   | 1929            | -            | 18            | Används på Venedig Simplon-Orient Express                     | [ 11 ]       |
| Lx      | 3552        | EIC                   | 1929            | 2022-2023    | 8             | Används på Venedig Simplon-Orient Express                     | [ 12 ]       |
| Lx      | 3553        | EIC                   | 1929            | 2023-2024    | 2             | Används på Venedig Simplon-Orient Express                     | [ 11 ]       |
| Lx      | 3555        | EIC                   | 1929            | 2022-2023    | 8             | Används på Venedig Simplon-Orient Express                     | [ 11 ]       |
| WR      | 3674        | EIC                   | 1931            | 1977-1982    | 40            | Används på Venedig Simplon-Orient Express som barvagn         | [ 13 ]       |
| Ytb     | 3912        | Nivelles              | 1949            | -            | 20            | Används på Venedig Simplon-Orient Express som personalvagn    | [ 14 ]       |
| Ytb     | 3915        | Nivelles              | 1949            | -            | 20            | Används på Venedig Simplon-Orient Express som personalvagn    | [ 14 ]       |
| WPC2    | 4095        | Birmingham Railway    | 1927            | -            | 36            | Stil L'Oriental med interiör från vagn 3083. Används på VSOE. | -            |
| WPC     | 4110        | Birmingham Railway    | 1927            | -            | 36            | Stil ‘Étoile du Nord’. Används på VSOE                        | -            |
| WP      | 4141        | EIC                   | 1929            | -            | 36            | Stil ‘Côte d’Azur’. Används på VSOE                           | -            |

## Källhänvisningar